# Elisabet de Grècia

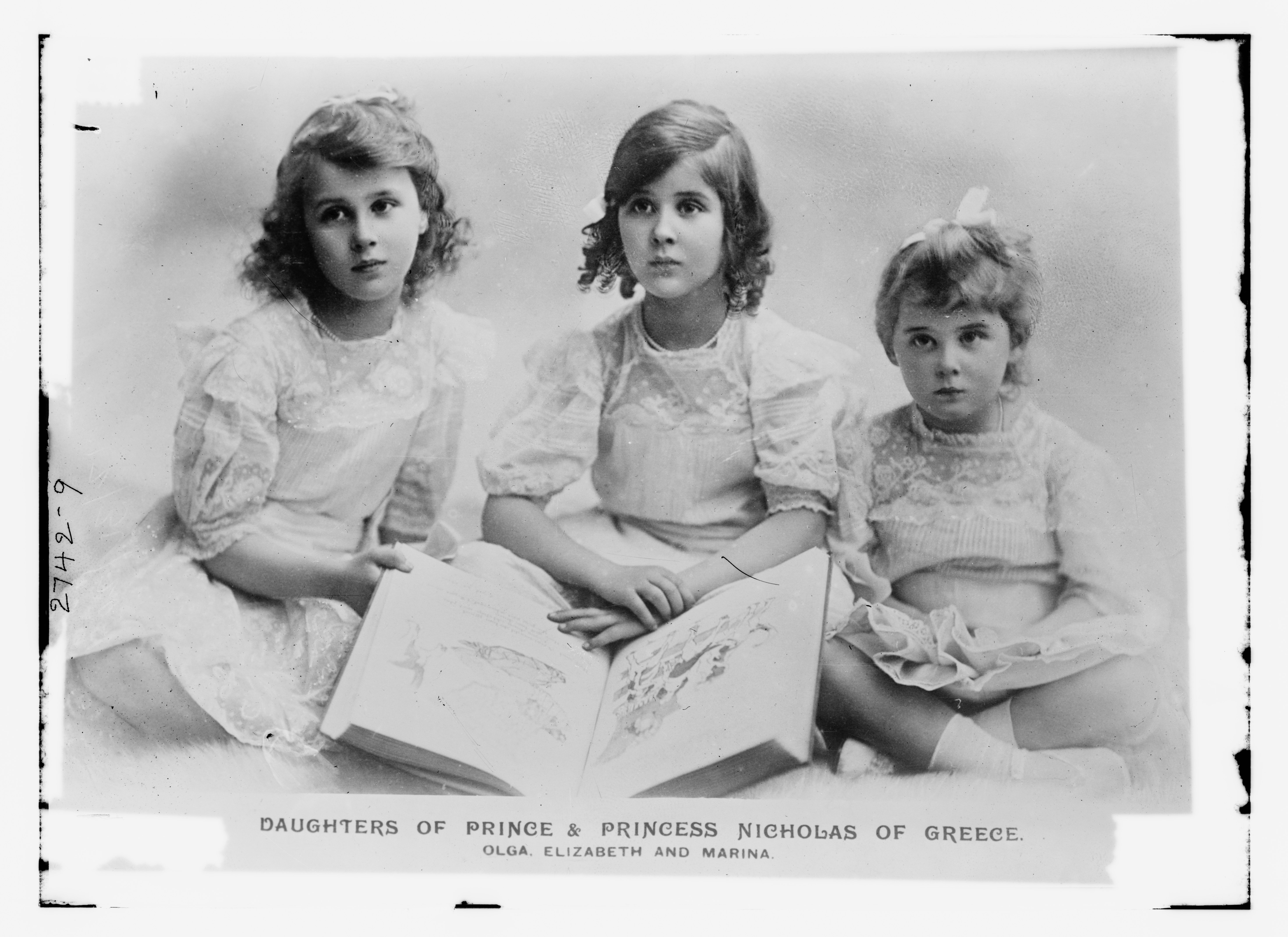
Les princeses Olga, Elisabet i Marina de Grècia.

Elisabet de Grècia, comtessa Toerring-Jettenbach (Atenes 1904 - Múnic 1955). Princesa de Grècia i de Dinamarca amb el grau d'altesa reial. Segona filla del príncep Nicolau de Grècia i de la gran duquessa Helena de Rússia. Essent neta per via paterna del rei Jordi I de Grècia i de la gran duquessa Olga de Rússia i per via materna del gran duc Vladimir de Rússia i de la princesa Maria de Mecklenburg-Schwerin.
Abans del seu casament es va projectar de casar-la amb el príncep i després rei Umbert II d'Itàlia i amb el príncep Nicolau de Romania. Realitzà un seguit d'anuncis amb la marca de cosmètics nord-americans Pond's. L'any 1934 es casà amb el comte Carles Teodor de Toerring-Jettenbach que estava emparentat amb la casa reial bavaresa dels Wittelsbach, tenint dos fills:
- SAS el comte Hans Veit von Toerring-Jettenbach nascut a Múnic el 1935. Està casat amb la princesa Enriqueta de Hohenlohe-Bartenstein.

- SAS la comtessa Helena von Toerring-Jettenbach nascuda a Múnic el 1937. Està casada amb l'arxiduc Ferran d'Àustria nébot de l'últim emperador austríac Carles I d'Àustria.

La princesa Elisabet va morir a Múnic l'any 1955 a causa d'una parada cardíaca.